# Fabíola (1949)
Fabiola (bra/prt: Fabíola) é um filme franco-italiano de 1949, do gênero drama histórico, dirigido por Alessandro Blasetti, com roteiro baseado no romance homônimo do cardeal Nicholas Patrick Wiseman.

## Elenco
- Michèle Morgan ... Fabíola
- Henri Vidal ... Rual
- Michel Simon ... Fabio
- Louis Salou ... Fulvio
- Elisa Cegani ... Sira
- Massimo Girotti ... Sebastiano
- Gino Cervi ... Quadrato
- Sergio Tofano ... Luciano
- Rina Morelli ... Faustina
- Paolo Stoppa ... Manlio Valerio
- Carlo Ninchi ... Galba
- Franco Interlenghi ... Corvino
- Guglielmo Barnabò ... Antonio Leto
- Aldo Silvani ... Cassiano
- Silvana Jachino ... Lucilla
- Goliarda Sapienza ... Cecilia
- Virgilio Riento ... Pietro
- Ludmilla Dudarova ... Giulia
- Gabriele Ferzetti ... Claudio
- Nerio Bernardi ... Mensageiro imperial